# János Kádár

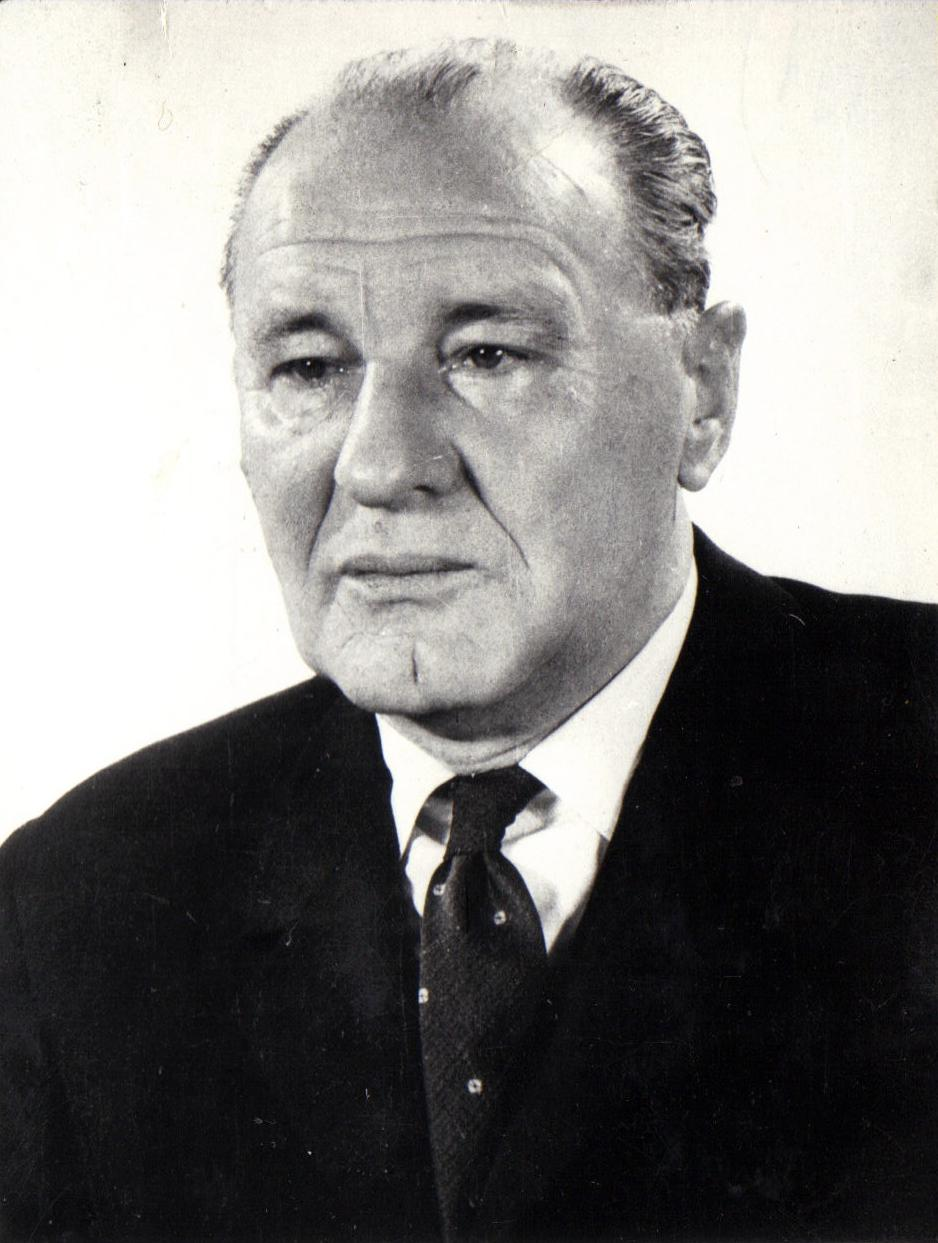
János Kádár (1977)

János Kádár [ˈjaːnoʃ ˈkaːdaːr] (* 26. Mai 1912 in Fiume als János Czermanik, später János Csermanek; † 6. Juli 1989 in Budapest) war ein ungarischer kommunistischer Politiker und von 1956 bis 1988 als Erster bzw. Generalsekretär der Ungarischen Sozialistischen Arbeiterpartei (MSZMP) der mächtigste Politiker der Volksrepublik Ungarn (Ära Kádár). Zudem bekleidete er 1956 bis 1958 und von 1961 bis 1965 das Amt des ungarischen Ministerpräsidenten.

## Herkunft und Kindheit
János Kádárs Mutter, Borbála Czermanik, war slowakisch-ungarischer Abstammung und arbeitete als Dienstmädchen. Sie heiratete den Vater Kádárs, János Krezinger, nicht und zog ihren Sohn alleine auf. Kádár wurde katholisch getauft.

## Beginn des politischen Werdeganges
Im Alter von 17 Jahren schloss sich János Csermanek 1929 der illegalen kommunistischen Bewegung an. 1933 wurde er deswegen durch das Horthy-Regime zu zwei Jahren Gefängnis verurteilt. Einen Teil seiner Strafe saß er im Csillag-Gefängnis in Szeged ab, wo er unter anderem den späteren stalinistischen Parteichef Mátyás Rákosi kennenlernte. Nach seiner Freilassung trat er zunächst auf Weisung der Ungarischen Kommunistische Partei in die Ungarische Sozialdemokratische Partei ein. 1943 wurde er in der Kommunistischen Partei Generalsekretär, wobei er bei diesem Anlass den Decknamen János Kádár erhielt; nach 1945 nahm er diesen Namen offiziell an.
Im April 1944 wurde Kádár nach Jugoslawien entsandt, um mit den im Exil lebenden kommunistischen Führern Kontakte herzustellen. An der Grenze wurde er verhaftet, unter Verheimlichung seiner Identität als flüchtiger Soldat angeklagt und schließlich abermals zu zwei Jahren Haft verurteilt. Im November desselben Jahres flüchtete er und kehrte nach Budapest zurück, wo er während der sowjetischen Belagerung der Stadt vom Zentralkomitee zum stellvertretenden Polizeichef ernannt wurde. Nach dem Ende des Zweiten Weltkrieges wurde Kádár Sekretär des Zentralkomitees, kurz darauf Mitglied des Politbüros.

## Im kommunistischen Ungarn nach 1945
Von 1948 bis 1950 war Kádár in der stalinistischen Rákosi-Ära zunächst Innenminister von Ungarn. In dieser Funktion war er gemeinsam mit seiner Ehefrau Mária Tamáska (* 1912; † 1992) einer der Gründer und Hauptorganisatoren der politischen Geheimpolizei ÁVH, des allseits gefürchteten Repressions- und Terrorinstruments des kommunistischen Regimes; des Weiteren war er in seiner Funktion als Innenminister an der Vorbereitung des Schauprozesses gegen seinen ehemaligen Parteifreund László Rajk (hingerichtet 1949) maßgeblich beteiligt. Dennoch fiel Kádár bei der Parteiführung unter Rákosi in Ungnade: 1951 wurde er verhaftet und der Unterstützung des (abtrünnig gewordenen) jugoslawischen KP-Chefs Tito angeklagt und 1952 zu lebenslanger Haft verurteilt sowie aller Ämter enthoben; erst nach Stalins Tod 1953 wurde er unter der Regierung von Imre Nagy wieder freigelassen und rehabilitiert.

## An der Spitze der Macht nach der Niederschlagung des Volksaufstandes von 1956
Nach anfänglicher Teilnahme am Ungarischen Volksaufstand 1956 wechselte János Kádár die Seiten und beteiligte sich an der von Chruschtschow befohlenen Niederschlagung. Am 7. November wurde er von russischen Panzerfahrzeugen zum Parlament gefahren und übernahm dort die Regierung. Zwei Wochen später konnte er erreichen, dass Imre Nagy, Anführer des Volksaufstandes, aufgab. Als neuer Generalsekretär der Partei war Kádár fortan der unumschränkte Machthaber im Lande. Es folgten abermals Jahre des Terrors (in Ungarn „Zeit der Vergeltung“ des kommunistischen Regimes genannt, ungarisch megtorlás), welcher dem der frühen 1950er Jahre unter Rákosi um nichts nachstand: Mehrere tausend Personen wurden inhaftiert und gefoltert, über 1200 Personen hingerichtet, darunter am 16. Juni 1958 auch Imre Nagy (dem Kádár erst unlängst seine Freilassung zu verdanken hatte) nach einem Geheimverfahren. Die Durchführung der Vergeltung erfolgte unter anderem durch Einheiten der sogenannten „Steppjackenbrigade“ (ungarisch pufajkások), die damals auf seine Weisung (mit sowjetischem Einverständnis) eigens zur Wiederherstellung der Diktatur ins Leben gerufen worden war und deren Mitglieder sich häufig aus der unlängst aufgelösten ÁVH rekrutierten – einer von ihnen war seinerzeit der spätere ungarische Ministerpräsident Gyula Horn.

## Die politischen Teil-Lockerungen in Ungarn ab den 1960er Jahren
Während seiner Zeit als Parteichef (1956–1988) verfolgte Kádár außenpolitisch einen weitgehend prosowjetischen Kurs. Im Gegenzug ließ ihm die Sowjetunion innenpolitisch größeren Handlungsspielraum, der ab den 1960er Jahren zu kleineren wirtschaftlichen und politischen Reformen in Ungarn führte, dem sogenannten Gulaschkommunismus. Beispielsweise hörte nach den Jahren der Vergeltung (s. o.) ab ca. 1960 nicht nur der offene Terror (Folter, Ermordungen) auf, sondern es wurde nach der bereits 1956 aufgelösten ÁVH keine neue politische Geheimpolizei mehr ins Leben gerufen, und auch die „Steppjackenbrigade“ trat nicht mehr in Aktion; Aufgaben der Staatssicherheit übernahmen fortan das Innenministerium sowie die „regulären“ Kriminalbehörden, wobei sich dies im Laufe der Zeit zunehmend auf tatsächliche Spionageabwehr beschränkte. In diesem Sinne ließ Kádár selbst 1961 auf einer Versammlung der Vaterländischen Volksfront das bekannte Motto verlauten: „Wer nicht gegen die Volksrepublik Ungarn ist, ist für sie; wer nicht gegen die MSZMP ist, ist für sie; wer nicht gegen die Volksfront ist, ist für sie.“ (oft vereinfacht zitiert als: „Wer nicht gegen uns ist, ist für uns.“).
Dieser politische Reformkurs hatte unter anderem auch die Steigerung des Lebensstandards der ungarischen Bevölkerung zum Ziel und führte zu einer im Vergleich mit manchen anderen sozialistischen Staaten tatsächlich höheren Lebensqualität und etwas größerer Freiheit. Andersherum war es fortan in Moskau, insbesondere während der späteren Breschnew-Ära mitunter (inoffiziell) nicht gern gesehen, wenn beispielsweise sowjetische Wissenschaftler nach Budapest eingeladen wurden.
Eine ambivalente Rolle nahm Kádár 1968 beim Prager Frühling in der benachbarten Tschechoslowakei ein. So glaubte er anfangs, auf eine ‚politische Lösung‘ des Konfliktes setzen zu können (auch, weil er eine Wiederholung der Ereignisse von 1956 vermeiden wollte), indem er zwischen der Sowjetführung unter Breschnew sowie der tschechoslowakischen Demokratiebewegung unter Alexander Dubček zu vermitteln versuchte bzw. mit Letzterem mehrfach Unterredungen führte. Letztlich aber blieb er Moskau gegenüber loyal, so dass an der Niederschlagung des Prager Frühlings durch die Sowjetarmee sowie Truppen weiterer Warschauer-Pakt-Staaten (außer der DDR und Rumäniens) auch Ungarn militärisch beteiligt war.
In den 1970er und 1980er Jahren lockerte sich unter Kádár das politische Klima in Ungarn weiterhin, sodass nunmehr auch deftige politische Witze und Satire zunehmend öffentlich geäußert werden konnten, beispielsweise durch den berühmten Kabarettisten Géza Hofi in zahlreichen Theater- und Fernsehauftritten; seit den 1960er Jahren durfte man mitunter sogar die Stalin-Ära unter Rákosi mehr oder weniger öffentlich verurteilen, wie es beispielsweise in der Filmkomödie Der Zeuge (ungarisch A tanú) von 1969 geschah. Vor allem wurden ab den 1960er Jahren die Reisebeschränkungen erheblich gelockert, infolge dessen ungarische Staatsbürger unter bestimmten Bedingungen auch in den Westen reisen durften.
Die Gesamtheit des neuen Politkurses führte dazu, dass János Kádár im In- und Ausland zunehmend große Anerkennung genoss. Für seine allgemeine Akzeptanz kam ihm nicht zuletzt seine einstige Verhaftung von 1951 zugute, zumal er dadurch auch zu einem „Opfer des Stalinismus“ stilisiert werden konnte. Die Berichte über seine Misshandlungen im Laufe seiner Haftjahre wurden nach dem Systemwechsel in Ungarn von seinen Gegnern angezweifelt, während die sichtbaren Folternarben an seinen Händen diese Erzählungen stützten.
Bei allen Reformen und Lockerungen war unter Kádár jedoch ein Thema bis zuletzt tabu: der Volksaufstand von 1956 musste stets als „Konterrevolution“ diffamiert und verurteilt werden, auch durfte die kommunistische Einparteien-Diktatur sowie der militärische Verbleib Ungarns im Warschauer Pakt nicht infrage gestellt werden.

## Das Ende seiner Macht und die politische Wende in Ungarn
Am 27. Mai 1988 trat Kádár von seinem Amt als Generalsekretär zurück. Károly Grósz (1930–1996) wurde sein Nachfolger. Zum 1. Januar 1988 wurde den Ungarn Reisefreiheit auch ins westliche Ausland gewährt. In der Partei übernahmen Ende 1988 Wirtschaftsreformer die Macht; Miklós Németh wurde im November 1988 Ministerpräsident. Im Januar 1989 benannte der Parteifunktionär Imre Pozsgay zum ersten Mal die Ereignisse von 1956 öffentlich als „Volksaufstand“ – das letzte Tabu stürzte. Am 16. Juni wurden Imre Nagy, Pál Maléter und drei andere seinerzeit Hingerichtete ehrenvoll posthum beigesetzt. Kádár versuchte bis zuletzt vehement, Nagys Rehabilitierung zu verhindern. Dies und die Tatsache, dass Kádár all dies noch miterlebte, empfanden weite Teile der ungarischen Bevölkerung als symbolische Sühne seiner einstigen Mitverantwortlichkeit bei den Verbrechen des kommunistischen Regimes in den 1950er Jahren.
An Kádárs Todestag, dem 6. Juli 1989, wurden die einstigen Todesurteile von 1956 offiziell für unrechtmäßig erklärt (die Urteilsverkündung erfolgte „zur gleichen Stunde“, in der er starb).

## Sonstiges
Kádár wurde für seinen einfachen und bescheidenen Lebensstil bekannt und vermied die Zügellosigkeit anderer kommunistischer Führer; auch hatte er eine starke Abneigung gegen Korruption. Das Schachspiel war sein einziges Hobby. Ferner war er ein starker Raucher und soll dazu einmal angemerkt haben: „Niemandem nützt es, aber es schadet nicht jedem.“

## Grabschändung

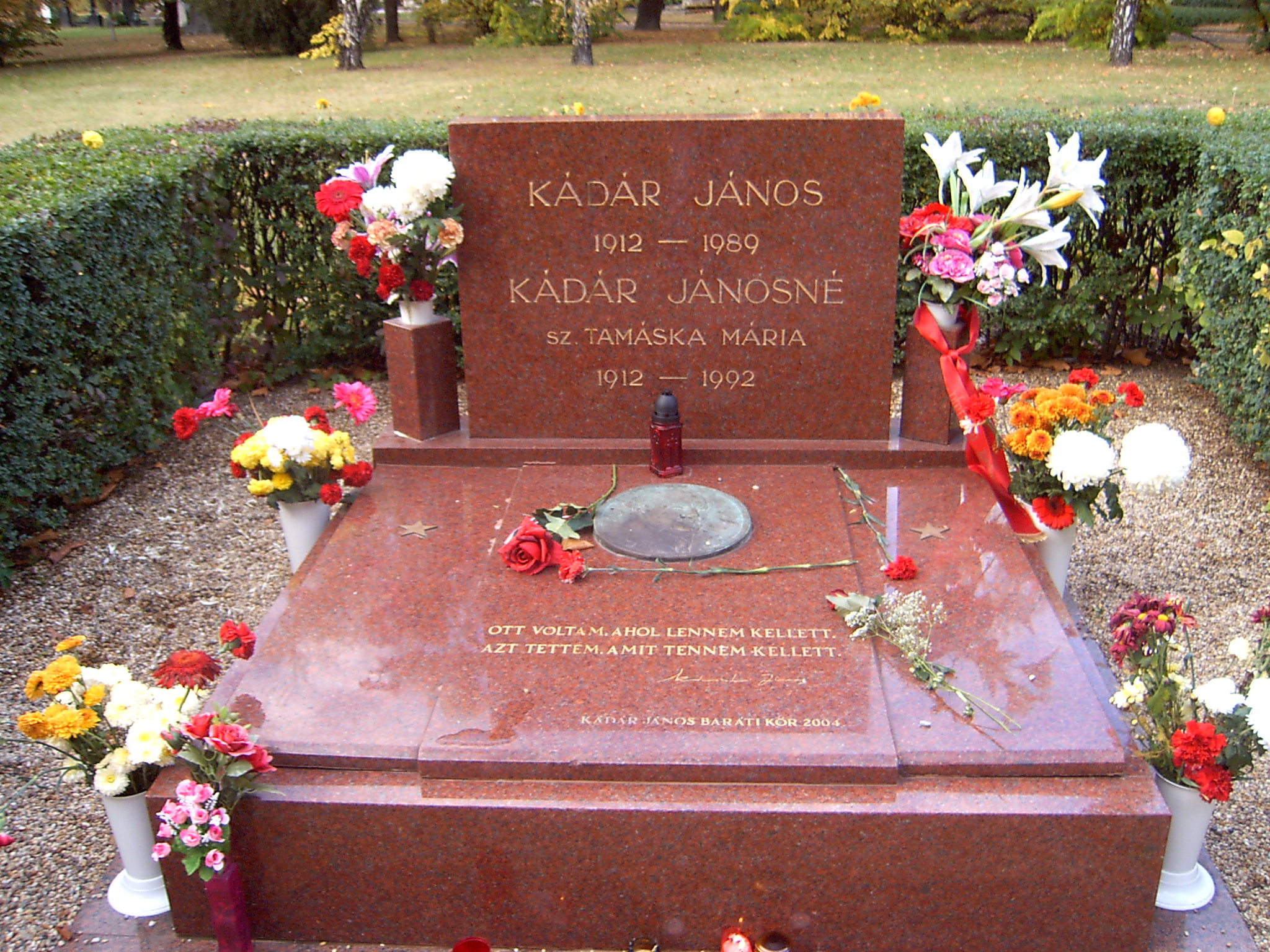
Grab János Kádárs und seiner Ehefrau (2006)

Am 2. Mai 2007 wurde Kádárs Grab auf dem Budapester Friedhof Kerepesi temető geschändet. Unbekannte Täter öffneten den Metallsarg und entwendeten Teile seiner sterblichen Überreste sowie die Urne mit der Asche seiner 1992 verstorbenen Witwe Mária Tamáska. Zudem wurde das unweit vom Grab gelegene 1958 errichtete kommunistische Monument Pantheon der Werktätigen mit den Worten „Ein Mörder und Verräter darf in heiliger Erde nicht ruhen, 1956–2006“ besprüht. Hierbei handelt es sich um ein Zitat aus einem Song der ungarischen Rechtsrockband Kárpátia, wobei die beiden Jahresdaten sich offensichtlich einerseits auf die Hauptverantwortung Kádárs bei der Niederschlagung des Ungarischen Volksaufstandes 1956, andererseits auf die Unruhen in Budapest anlässlich dessen 50. Jahrestages 2006 bzw. auf die dortigen Polizeieinsätze der sozialistischen Gyurcsány-Regierung beziehen. Die Grabschändung wurde im ungarischen Parlament von sämtlichen Parteien einhellig verurteilt, neben der regierenden MSZP sagte auch der stellvertretende Sprecher der – damals oppositionellen – bürgerlich-nationalkonservativen Fidesz, András Cser-Palkovics, seine Partei betrachte „den Vorfall nicht als politische Frage, sondern als eine Frage der Pietät“, da die „letzte Ruhe einem Jeden“ zustünde. Nachdem sämtliche Untersuchungen und Polizeifahndungen ohne Erfolg geblieben waren, wurde der Fall im November desselben Jahres ergebnislos abgeschlossen; seitdem wird die Grabstätte Kádárs per Videokamera überwacht.

## Schriften
- Ausgewählte Reden und Aufsätze. Dietz-Verlag, Berlin 1981.
- Eine starke Volksmacht bedeutet ein unabhängiges Ungarn: Reden und Artikel. Auswahl aus den Jahren 1957–1959. Dietz-Verlag, Berlin 1961.
- Vorwärts auf dem Wege des Sozialismus: Reden und Artikel. Auswahl aus den Jahren 1960–1966. Dietz-Verlag, Berlin 1967.
- Reden und Schriften: 1964–1971. Dietz-Verlag, Berlin 1972.
- Sozialismus und Demokratie in Ungarn: Reden, Artikel und Interviews, 1957–1982. Corvina-Verlag, Budapest 1984, ISBN 963-13-1887-7.
- Die Erneuerung des Sozialismus in Ungarn: Reden und Artikel aus den Jahren 1957–1986. Corvina-Verlag, Budapest 1987, ISBN 963-13-2601-2.
- Für ein sozialistisches Ungarn. Verlag Marxistische Blätter, Frankfurt am Main 1976, ISBN 3-88012-421-3.